# Будажапов, Сергей Пурбуевич
Сергей Пурбуевич Будажапов (род. 1 января 1952, Цайдам, Бурятия) — российский политический деятель, депутат Государственной думы Федерального собрания Российской Федерации второго и третьего созывов..

## Биография
Окончил Бурятский государственный педагогический институт, физико-математический факультет в 1972 году, Новосибирскую высшую партийную школу в 1986 году, Академию государственной службы при Президенте РФ в 1998 году.

### Депутат госдумы
Депутат Государственной Думы Федерального Собрания РФ второго (1995—1999) и третьего (1999—2003) созывов.